# Троугао
Троугао је многоугао са три странице. Три тачке где се странице (дужи) равни пресецају зову се темена. Троуглови се у математици понекад идентификују набрајањем њихових темена. На пример, троугао ABC. Тригонометрија је област геометрије и математике која се бави троугловима. 
Троугао је у геометрији, и посебно у планиметрији, затворена изломљена линија састављена од три дужи, или је то део равни ограничен са три дужи. Другим речима:
1. Праволинијски троугао (једнодимензионалан) чине три тачке које не леже на једној правој и три дужи са крајевима у тим тачкама.
2. Троугао је многоугао са најмањим бројем страница.

У Еуклидској геометрији било које три неколинеарне тачке једнозначно одређују троугао.

## Основни појмови
Дужи које повезују по две од три дате неколинеарне тачке A, B и C, називају се страницама троугла, а те три тачке његовим теменима. Угловима, тачније унутрашњим угловима, троугла називају се три угла које граде полуправе из темена, а које пролазе кроз остала два темена. 
У зависности од страница, троуглови се деле на:
- разностраничне - све три странице су различитих дужина;
- једнакокраке - две странице су једнаке;
- једнакостраничне или правилне - све странице су једнаке, па су и сви углови једнаки.

| једнакостранични троугао | једнакокраки троугао | разностранични троугао |
| једнакостранични         | једнакокраки         | разностранични         |

У зависности од углова, троуглови се деле на:
- оштроугле - сва три угла су оштри (мањи од 90 степени);
- правоугле - један од углова је прав (90°) и;
- тупоугле - један угао је туп (већи од 90°).

| правоугли троугао | тупоугли троугао | оштроугли троугао |
| правоугли         | тупоугли         | оштроугли         |

Троугао са теменима A, B, C симболички се означава {\displaystyle \Delta ABC,} или са {\displaystyle \Delta BCA,} итд, шест ознака једног троугла. Странице и углови троугла називају се основним елементима троугла. Једнодимензиони троугао понекад се назива контурни или скелетни. Троугао дели раван на две области од којих је једна испупчена (конвексна) а друга неиспупчена (удубљена, или конкавна). Тачке испупчене области називају се унутрашњим тачкама троугла, тачке неиспупчене области спољашњим. Често се под троуглом (дводимензионалним) подразумева троугао (једнодимензионални) заједно са унутрашњим тачкама. Понекад се дводимензионални троугао назива компактним, непрекидним, или плочастим. Једнодимензионални (контурни) и дводимензионални (компактни) троуглови имају тежиште, први у пресеку бисектриса, други у пресеку медијана. Када је троугао једнакостраничан, тада се тежишта једнодимензионалног и дводимензионалног троугла поклапају. Обично је из контекста јасно о којем троуглу је реч, на пример, када се говори о површини троугла тада се подразумева дводимензионални троугао, троугаона плоча.
Збир углова у троуглу једнак је испруженом углу (180 степени, тј. пи радијана), у геометрији Еуклида, мањи је од тога и променљив у геометрији Лобачевског, односно већи је до испруженог, али је мањи од три испружена угла (540°, тј. 3π) у геометрији Римана.
Познате теореме о зависности страна и углова у троуглу (наспрам једнаких страна леже једнаки углови, итд.) тачне су и у апсолутној геометрији, међутим, низ особина троугла равни Лобачевског разликује се од особина троугла равни Еуклида. На пример, у равни Лобачевског постоје троуглови око којих се не може описати кружница; ако су три угла једног троугла једнака трима угловима другог троугла тада су ти троуглови подударни, једнаки, тј. у геометрији Лобачевског не постоје слични а неједнаки троуглови.

## Сродни појмови
- Криволинијски троугао је скуп три тачке A, B, C, које не леже на једној правој, повезани између себе луковима кривих линија и деловима правих које леже у равни одређеној тачкама A, B, C. На пример, кружни исечак је криволинијски троугао.
- Тротеменик је троугао пројективне геометрије.
- Сферни троугао.
- Паскалов троугао, троугао Паскала, или аритметички троугао.
- Троугаони бројеви.

## Пашова аксиома
Хилбертове аксиоме елементарне геометрије садрже аксиоме распореда (2. група аксиома), међу којима је најважнија 
Пашова аксиомаАко су  и C три неколинеарне тачке, D тачка између A и B и у равни ABC права p, која садржи тачку D и не садржи ни једну од тачака A, B, C, тада на правој  постоји тачка E, таква да је B-E-C или A-E-C, тј. Е је између B и C или је између A и C.
Тврђење Пашове аксиоме је опширно, али очигледно. Ако права улази у троугао, она мора и изаћи из троугла. Реч је, дакле, о већ по себи важној особини троуглова, али и о следећој последици.
Теорема 1Ако су А и B две различите тачке, тада постоји тачка С између А и B.
ДоказПозивамо се на Хилбертову аксиому везе (припадања): свака права садржи најмање две различите тачке; постоје три неколинеарне тачке. Затим се позивамо на Хилбертову аксиому распореда: ако су B и D две разне тачке тада постоји тачка Е, таква да је B-D-E. На Пашову аксиому и користимо слику десно.
Дакле, постоји тачка , таква да су A, B, D неколинеарне тачке (аксиома везе). Затим, постоји тачка Е таква да је B-D-E (аксиома распореда), и слично, на правој  постоји тачка , таква да је A-E-F. Сада су A, B и E три три неколинеарне тачке и (Пашова аксиома) права FD пролази кроз тачку С такву да је A-C-B. Крај доказа.
Примењујући ову теорему даље на тачке A, C итд. показује се да је између произвољних тачака могуће уметање бесконачно много нових тачака. Страница троугла има бесконачно много тачака.

## Подударност троуглова
Два троугла ABC и A1B1C1 су подударна ако постоји изометрија која први преводи на други. Другим речима, два троугла су подударна када имају једнаке одговарајуће странице, једнаке углове, тежишнице, висине, итд. Тада пишемо 
{\displaystyle \Delta ABC\cong \Delta A_{1}B_{1}C_{1}.}
Површина троугла, и многоугла, је позитивно оријентисана када се крећемо од темена до темена ABCDE... по многоугаоној линији, лексикографским поретком, и при томе нам је област многоугла увек са леве стране. Дакле, позитиван смер обилажења троугла је обрнут смеру казаљке на сату. Странице супротне теменима A, B, C троугла обично означавамо малим словима a, b, c. Углове у тим теменима означавамо грчким малим словима α, β, γ. Према томе, претходна подударност може се написати и овако: 
{\displaystyle a=a_{1},\;b=b_{1},\;c=c_{1},\;\alpha =\alpha _{1},\;\beta =\beta _{1},\;\gamma =\gamma _{1}.}
Да би се доказала подударност два троугла није потребно доказивати подударност (једнакост) свих страница и свих углова тих троуглова, довољне су само три једнакости. Довољна су следећа четири става:
1. ССС: Два троугла су подударна ако и само ако су странице једног троугла једнаке одговарајућим страницама другог.
2. СУС: Два троугла су подударна ако и само ако су две странице једног троугла и угао захваћен њима једнаки одговарајућим страницама и углу другог троугла.
3. УСУ: Два троугла су подударна ако и само ако имају једнаку по једну страницу и оба одговарајућа угла налегла на ту страницу.
4. ССУ: Два троугла су подударна ако и само ако су две странице и угао наспрам веће од њих у једном троуглу једнаки са две одговарајуће странице и углом другог.

Последњи став се може изрећи и овако: Два троугла су подударна ако и само ако су две странице и угао наспрам једне од њих у једном троуглу једнаки са две одговарајуће странице и углом другог, а оба троугла су исте врсте, тј. оба су оштра, правоугла, или тупоугла. Међутим, без додатка да је угао наспрам веће стране, или да су оба троугла исте врсте, имали бисмо ситуацију као на слици лево. Троуглови 1C и AB2C су очигледно различити (разликују се за троугао 1B2C), али оба имају једнаке по две стране и угао: a, b, α.
Често је лакше доказати подударност неких троуглова него многоуглова, па и страница на некој геометријској фигури. Зато је подударност троуглова веома важна у геометрији.

## Углови и странице
Теорема 2Наспрам једнаких страница троугла налазе се једнаки углови, и обрнуто, наспрам једнаких углова су једнаке странице.
ДоказДат је троугао ABC. Нека је AC = BC. Тада је и BC = AC, па како је AB = BA то из става подударности ССС следи {\displaystyle \Delta ABC\cong \Delta BAC.} Дакле {\displaystyle \angle ABC=\angle BAC.}
Обрнуто, ако је {\displaystyle \angle ABC=\angle BAC,} тада према ставу УСУ следи подударност троуглова ABC и BAC, а отуда једнакост страница AC и BC. Крај доказа.
Троугао који има две једнаке странице назива се једнакокраки троугао, а она трећа страница се тада назива основица. Дакле, једнакокраки троугао на основици има једнаке углове. Када су све три странице троугла једнаке, троугао се назива једнакостраничан. Код једнакостраничног троугла, према истој теореми (2), сва три унутрашња угла су једнака. Медијана троугла је дуж која спаја врх са средином супротне странице троугла. Права која садржи медијану назива се тежишна линија троугла, а код нас се понекад тежишна линија сматра исто што и медијана. Висина троугла је дуж која спаја врх са најближом тачком на супротној страници троугла. Висина је нормална на супротну страницу троугла. На крају, подсетимо се да је прав угао (90°), по дефиницији онај угао који је једнак свом напоредном (суплементном) углу.
Теорема 3Тежишна линија која одговара основици једнакокраког троугла истовремено представља висину на основицу и симетралу угла код врха.
ДоказНека је CD тежишна линија једнакокраког троугла ABC, где је AC = BC, као на слици десно. По претпоставци је AD = BD, а свакако је CD = CD, па су троуглови ACD и BCD подударни по ставу ССС. Отуда {\displaystyle \angle ACD=\angle BCD,} па је права  симетрала угла ACB. Затим, из {\displaystyle \angle ADC=\angle BDC,} то су два напоредна угла, што значи да су они прави, те да је CD висина. Крај доказа.
Слично бисмо доказали и следеће тврђење: Симетрала угла наспрам основице једнакокраког троугла нормална је на основицу. 
Теорема 4Наспрам веће стране троугла налази се већи угао и обратно, наспрам већег угла троугла налази се већа страница.
ДоказКао на слици десно, нека је . Одредимо на страници а тачку D, тако да је CD = b. Троугао  је једнакокрак, па су углови CAD и CDA једнаки, рецимо φ. Тачка D је између B и C, па је крак AD угла CAD у углу α, те је α > φ. Међутим, у троуглу ABD угао φ је спољашњи, па је φ>β. Из тога следи α>β.
Обрнуто, нека је α>β. Тада не може бити a = b, јер би према претходној теореми (2) морало бити α = β, а не може бити ни , јер би према претходном доказу морало бити β>α, што је супротно са претпоставком. Дакле једино могуће је . Крај доказа.
Примењена на правоугли троугао, ова теорема каже да је највећа страница наспрам правог угла. Она се назива хипотенуза. Остале две странице, које су међусобно нормалне, називају се катете правоуглог троугла.

## Неједнакост троугла
Теорема 5(О неједнакости троугла) Било која страница троугла мања је од збира остале две. Еквивалентно је разлика две странице троугла увек мања од треће.
ДоказДат је троугао ABC као на слици. Тачка D је на продужетку праве AC, са стане С, и CD = CB = a. Тада је AD = b + а. Троугао  је једнакокрак, па је {\displaystyle \angle CBD=\angle CDB,} рецимо φ. Углови у темену B су суседни те је {\displaystyle \angle ABD>\phi ,} па у троуглу ABD имамо {\displaystyle \angle ABD>\angle ADB,} и на основу претходне теореме следи , тј. . Слично се доказује да је , и .
Даље, нека је, на пример, c ≥  ≥ . Тада из већ доказаних неједнакости за збир страница,
из  следи  и , а из  следи . Крај доказа.
За произвољне три тачке A, B, C увек важи {\displaystyle |{\overline {AC}}-{\overline {CB}}|\leq {\overline {AB}}\leq {\overline {AC}}+{\overline {CB}}.} Та неједнакост троугла због своје очигледности у неким областима математике, или примене, се узима за полазну тврдњу (аксиом).

## Значајне тачке троугла
Поред темена, постоје још четири основне значајне тачке за сваки троугао. То су центар уписаног круга, који се налази на пресеку симетрала углова. Центар описаног круга који се налази на пресеку симетрала страница. Ортоцентар је пресек висина. Тежиште је тачка у којој се секу тежишнице; тежишница је права на којој се налази медијана а која спаја врх са средином супротне странице троугла. Често се узима да је тежишница исто што и медијана троугла. Тежиште дели тежишницу у односу 2:1 почев од врха. У теоремама које следе доказујемо да је свака од ове четири тачке јединствена (три праве се не морају сећи у једној тачки).
Теорема 6(О центру уписаног круга) Симетрале углова троугла секу се у једној тачки.
ДоказНа слици десно, О је пресечна тачка симетрала OA и OB углова α и β троугла ABC. Нека су OM, ON, OP нормале из O на странице AB, BC, CA. Правоугли троуглови AMO и APO су подударни јер имају заједничку хипотенузу и по један оштар угао једнак α/2. Зато је ОР = ОН. Исто тако, из подударности троуглова BMO и BNO следи  = ON. Из OP = OM, OM = ON следи OP = ON. Дакле, подударни су и троуглови CNO и CPO, јер имају заједничку хипотенузу CO. Отуда су једнаки углови BCO и ACO, што значи да је права  симетрала угла γ, и тачка О је заједничка тачка симетрала сва три угла. Крај доказа.
Уписани круг у троугао осим тачака M, N и P, тј. подножја нормала из центра круга О на странице AB, BC и AC, нема других заједничких тачака са датим троуглом. Наиме, ако претпоставимо да овај круг има, на пример, са страницом AB заједничку тачку M' различиту од M тада би троугао OMM' био правоугли са хипотенузом OM'. Дакле, било би OM'>OM, па би тачка M' била ван круга.
Теорема 7(О центру описаног круга) Симетрале страница троугла секу се у једној тачки.
ДоказСиметрале a, b страница BC и AC троугла ABC секу се у тачки S, слика десно. Лако је доказати BS = CS, јер су троуглови 1 и 1 подударни, при чему је са A1 означено средиште странице BC. Даље, из {\displaystyle S\in s_{b}} следи CS = AS, па и AS = BS. Дакле, троугао ABS је једнакокраки па тачка S припада и симетрали дужи AB, tj. sc. Крај доказа.
Теорема 8(О ортоцентру) Праве које садрже висине троугла имају једну заједничку тачку.
ДоказУ теменима А, B и C троугла ABC конструишимо праве паралелне са супротним страницама BC, AC и AB, слика лево. Те праве се секу и одређују троугао A1B1C1. Сваки од спољних троуглова A1CB, CB1A и 1 је подударан са троуглом ABC, јер имају по једну заједничку страницу и једнаке углове са паралелним крацима. Зато је 1 = 1 = , па је тачка А средиште дужи B1C1, а висина (ha) из темена A троугла ABC је симетрала странице 1C1 троугла A1B1C1. Слично се доказује и за остале висине троугла ABC да су симетрале страница троугла A1B1C1. Према претходној теореми, оне се секу у једној тачки, сада означеној са H, а коју називамо ортоцентар. Крај доказа.
Последња од четири наведене значајне тачке троугла је тежиште. Оно се налази на пресеку тежишница, а тежишница је линија која спаја врх са средином супротне странице троугла. Дуж која спаја две средине страница назива се средња линија троугла. Познато је да је средња линија троугла паралелна трећој страници и једнака њеној половини. 
На пример, на слици десно, MN је средња линија троугла ABC. То значи да су АМ и BN тежишнице тога троугла, а да је Т тежиште. Даље, нека су P и Q средине тих тежишница, истим редом. Тада је PQ средња линија троугла ABT, па су обе дужи MN и PQ паралелне истој основици AB и једнаке њеној половини, што значи да су оне и међусобно паралелне и једнаке. Затим, да је АТ двоструко дуже од ТМ. Дакле, доказали смо да тежиште Т дели (произвољну) тежишницу АМ у односу 2:1 почев од врха. Оно што нисмо доказали је јединственост тачке Т за све три тежишнице. О томе говори следећа теорема.
Теорема 9(О тежишту) Тежишне линије (медијане) троугла секу се у једној тачки, тежишту троугла. Дужина дела тежишне линије од тежишта до темена два пута је већа од дужине дела линије од тежишта до средишта наспрамне странице.
ДоказНека је Т заједничка тачка тежишних линија АМ и BN троугла ABC, на слици лево. Треба доказати да и тежишна линија CP пролази кроз Т. Претпоставимо супротно, да се CP и АМ секу у тачки S, различитој од Т. Тада је {\displaystyle AS=2SM,} па је {\displaystyle AS={\frac {2}{3}}AM.} Исто тако је {\displaystyle AT=2TM,} па је {\displaystyle AT={\frac {2}{3}}AM.} Што значи да је {\displaystyle AT=AS.} То је немогуће, јер су обе тачке S и T између тачака А и М. Крај доказа.
Лако је разумети да су центар уписаног круга О и тежиште Т увек у троуглу. Правоугли троугао има центар описаног круга S на хипотенузи, а ортоцентар H у темену правог угла. Код тупоуглог троугла центар описаног круга и ортоцентар су изван троугла. Код оштроуглог троугла су све четири наведене значајне тачке у троуглу. Једнакокраки троугао има све четири значајне тачке на висини која одговара основици, а код једнакостраничног троугла су све четири у само једној тачки. 
Лако је доказати да је центар уписаног круга троугла најближи темену највећег угла.
Симетрала угла троугла дели наспрамну страницу троугла у односу једнаком односу преосталих двеју страница.